# История Бенина

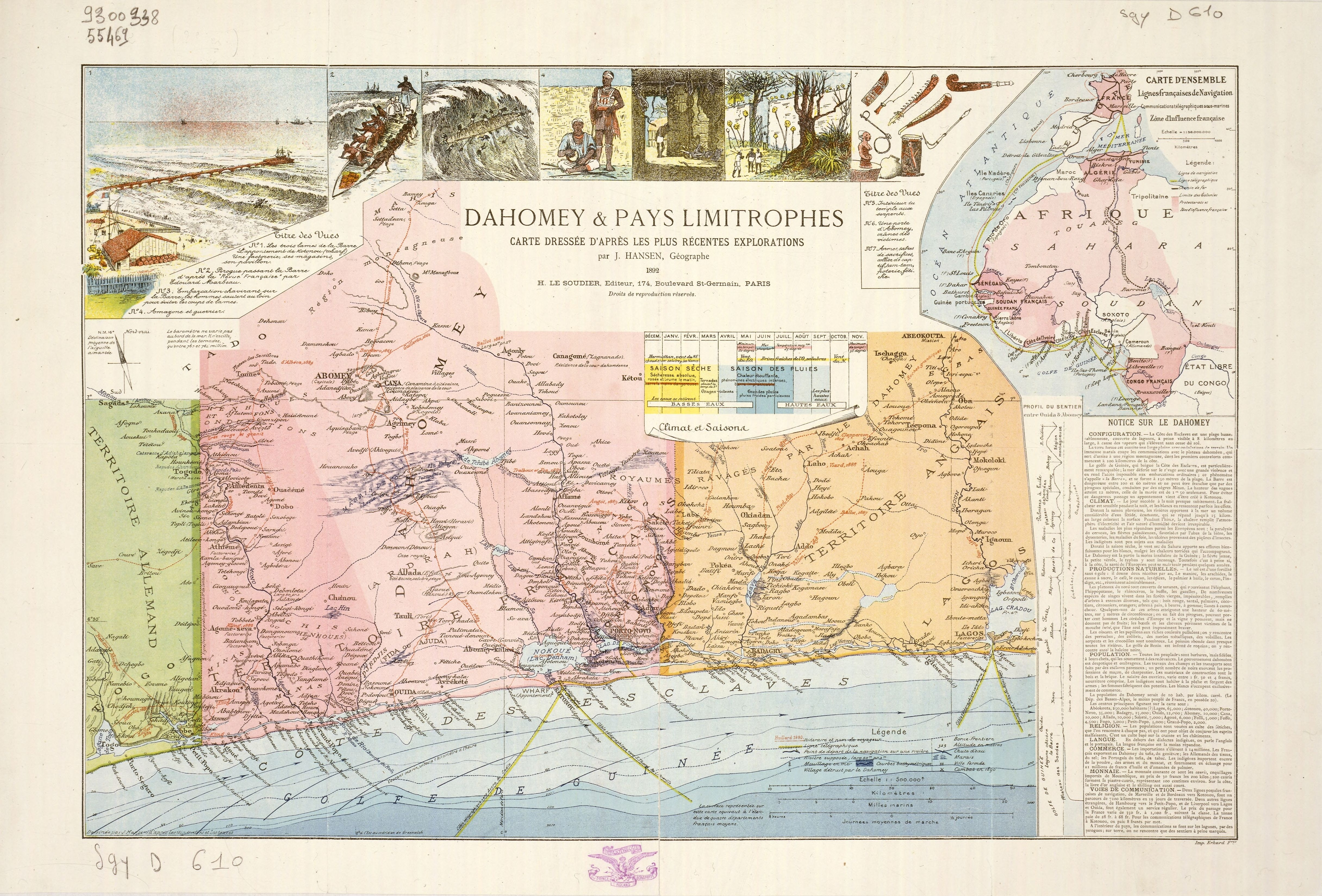
Дагомея

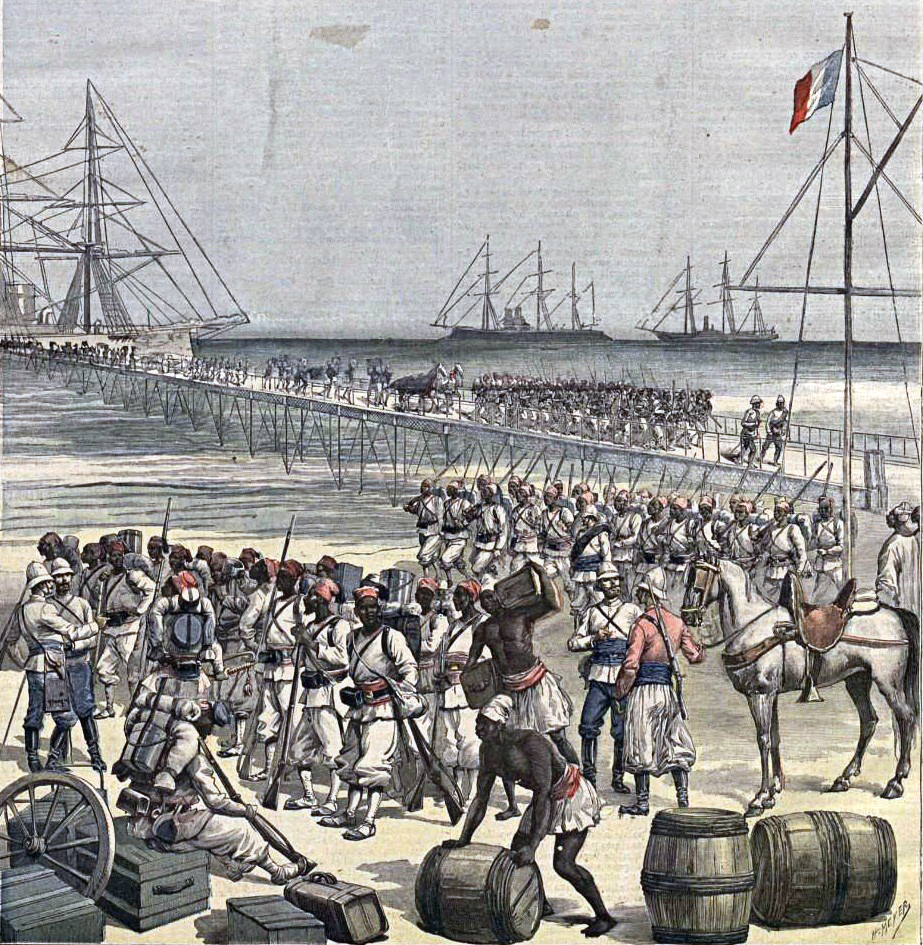
Высадка французских войск в Котону. Иллюстрация из «Le Petit Journal» за 21 мая 1892 года.

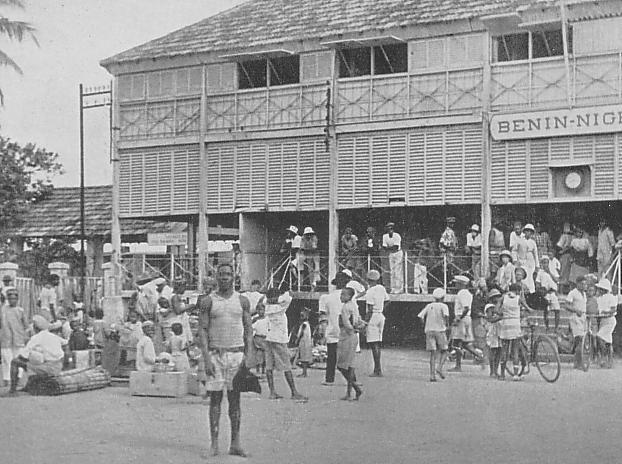
Вокзал Котону. Между 1930-м и 1940-м годами.

15 лет всеобщей декларации прав человека. Марка Дагомеи, 1963 год.

Республика Бенин расположена на территории средневекового африканского королевства Дагомея, столицей которого был Абомей. Королевский дворцовый комплекс, расположенный в городе, ныне входит в список Всемирного наследия ЮНЕСКО.

## Доколониальный период
На территории современного Бенина люди жили ещё в палеолите и неолите. В XV веке в Дагомею прибыли первые работорговцы из Португалии.
Первые торговые поселения европейцев на атлантическом побережье Дагомеи были основаны в XVII веке португальцами, французами и голландцами, однако часто посещать её они стали лишь в XVIII веке, когда Дагомея превратилась в мощную державу. В 1660 году в Бенин прибыли первые католические миссионеры. Их появление дало начало основанию начальных школ.
Король продавал европейцам рабов в обмен на оружие. Европейцев интересовали обычаи местного населения, а также дагомейские амазонки. Женщины, проходившие военную подготовку в ударных полках королевской армии, проявляли большое уважение к противнику во время военных действий. Известный британский путешественник и дипломат Ричард Ф. Бёртон, посетив колонию в 1862 году, отметил, что амазонки «оттачивают боевые навыки так, как будто сражаются на поле боя».
Но в реальности амазонки как только могли избегали сражений. Основными источниками доходов в государстве являлись работорговля и военные трофеи. Армия амазонок, направлявшись к вражескому городу, тихо двигалась по джунглям. Ночью город был осаждён. Утром амазонки штурмовали город, пытаясь не допустить больших потерь со стороны противника. Захватив в плен большое количество людей, они продавали их на невольничьих рынках на побережье.
Большое жертвоприношение совершалось только после смерти короля. Также такие обычаи существовали ещё в древней Месопотамии и Древнем Китае. Дважды в год совершались мелкие жертвоприношения — обычно приносили в жертву пленных, для того чтобы боги простили подданных короля. Европейцы отрицательно относились к языческим обрядам местных племён, особенно к тем, которые совершались с целью прекращения работорговли. Только лишь в 1750 году король Тегбесу заработал на работорговле около 250 000 фунтов.
Примерно в 1724—1728 году Дагомея, уже будучи сильным государством, вторглась в Алладу и Уиду и вскоре захватила их. Заключённые соглашения Дагомеи с европейскими государствами в 1772 году положили начало вывозу рабов.
В 1843 году в государство начали миссионерскую деятельность методисты.

## Колониальный период
В 1848 году Дагомея перестала продавать Европе рабов. В 1851 году Франция подписала договор о дружбе и торговле с королём Порто-Ново, являвшимся вассалом короля Дагомеи Глеле. В 1862 году французы объявили Порто-Ново своим протекторатом, однако через некоторое время протекторат был ликвидирован, и в 1882 году он был вновь оккупирован. В 1885 году на работорговлю была наложена пошлина с целью запрета перевозки рабов в Вест-Индию. В январе 1886 года португальцы провозгласили территорию на побережье Дагомеи протекторатом, однако в декабре 1887 года протекторат был аннулирован. В 1889 году французы захватили Котону. 3 октября 1890 году между Дагомеей и Францией был заключён мирный договор, согласно которому Дагомея признавала Порто-Ново и Котону владением Франции; впоследствии она была обязана ежегодно ей выплачивать сумму в размере 20 000 франков. Эта территория стала именоваться Французским Бенином. В 1892 после заключения французами нескольких договоров с королём Абомея, всё королевство Дагомея было провозглашено французским протекторатом. К 1894 году страна была полностью захвачена французами, король Дагомеи — Беханзин — был выслан на Мартинику, позже — в Алжир, где и умер в 1906 году. Государство стало марионеточным. В 1895 году работорговля была окончательно запрещена, в Бразилию отбыл последний португальский корабль с рабами. В 1894—1898 года в регионе Боргу шла борьба за влияние. Согласно договору, заключённому в 1898 году, между Британской Северной Нигерией и Французской зоной влияния была проведена граница, территория Боргу была расчленена, большая её часть вошла в состав Французского Бенина. В 1895—1898 годах французы захватили земли, расположенные к северу от бывшего королевства. Согласно договорам, заключённым в 1885 и 1899 годах, между Дагомеей и Германским Того была установлена граница. В 1899 году прибрежная зона Бенина, королевство-протекторат Дагомея и другие территории, захваченные французами на севере, образовали колонию Дагомея (столица — Порто-Ново), которая, в свою очередь, вошла в 1904 году в состав Французской Западной Африки, резиденция администратора которой располагалась в Дакаре. Французы построили современную гавань в Котону.
В 1906 году была построена первая железная дорога, соединяющая порт Котону и Уиду; протяжённость её составляла около 45 км. Современные границы государство приобрело в 1909 году, когда между ним и другими французскими колониями, Верхней Вольтой и Нигером, была проведена граница. С началом Первой мировой войны французские войска во время кампании в Германском Того использовали его территорию как военную базу. В 1915 году в государстве вспыхнуло восстание, которое вскоре было подавлено французами. В 1923 году прошёл ряд крупных выступлений. В 1934 году территория Французского Того была присоединена к Дагомее, в 1937 году она стала отдельной административной единицей. В период французского колониального правления инфраструктура страны была значительно усовершенствована, были построены начальные школы, больницы, велась активная обработка пальмового масла. Успехи католической миссии были огромны. Во время Второй мировой войны члены колониальной администрации Дагомеи являлись сторонниками движения «Свободная Франция». После Второй мировой войны при содействии Шарля де Голля власть колониального губернатора стала слабеть. В 1946 году Дагомея получила статус заморской территории Франции. Также был создан избираемый орган местного самоуправления — Генеральный совет территории Дагомея. Он состоял из 30 советников, избираемых местным населением (как мужчинами, так и женщинами). Были установлены жесткие ограничения для избирателей — они должны были быть не моложе 23 лет, не иметь судимости, проживать на территории Дагомеи не менее 3-х лет, также уметь читать, писать и говорить по-французски. В результате лишь небольшая часть дагомейцев получила избирательное право. Генеральный Совет посылал двух советников в Ассамблею Французского союза. В 1952 году вместо Генерального совета была создана Территориальная Ассамблея, а число депутатов увеличили до 60. 4 декабря 1958 года Дагомея превратилась в республику во Французском сообществе, 11 июля обрела полную независимость от Франции, 1 августа 1960 года она провозгласила независимость, ООН признала её независимость.

## После получения независимости

### Республика Дагомея
После предоставления независимости в Бенине началась активная политическая жизнь. В 1963 году Дагомея становится государством-членом Международного фонда. В 1963—1972 годах в государстве произошло 6 военных переворотов.
В 1964 году к власти приходит Суру-Миган Апити. В 1965 году генерал Согло свергает президента и формирует временное правительство. В декабре этого года он становится главой государства. В 1967 году майор Морис Куандете устраивает переворот, в результате которого временным главой государства становится подполковник Альфонсо Амаду Алле. В 1968 году власть военного правительства назначает президентом Эмиля Дерлина Зинсу. В 1969 году подполковник Куандете свергает президента Зинсу.
В 1970 году должны были пройти выборы президента, но они были отменены. Власть передаётся совету при президенте, ведущими лицами которого становятся набравшие примерно одинаковое количество голосов Ахомадегбе, Апити и Мага. Первым из трёх исполняющим обязанности президента становится Мага, который находится в этой должности 2 года. В 1972 году вторым исполняющим президента также на 2 года становится Ахомадегбе. В результате военного переворота в этом же году к власти приходит лидер Народно-революционной партии майор Матьё Кереку. Ведёт социалистическую политику, благодаря чему стабильность в стране возрастает. В 1973 году он создаёт Народно-революционный совет, от каждой провинции в нём заседают по несколько представителей.

### Народная республика Бенин
30 ноября 1975 году он переименовывает Дагомею в Бенин. В стране некоторое время у власти остаётся единственная легальная партия в стране — Партия народной революции Бенина. 16 января 1977 года произошла высадка в столице группы иностранных наёмников под командованием Боба Денара с целью государственного переворота. После затяжного боя у президентского дворца попытка закончилась неудачей. В этом же году Народно-революционный совет принимает конституцию, происходит изменение правительственной структуры в государстве. В 1979 году происходят выборы в новую Национально-революционную Ассамблею. Она утверждает список народных комиссаров. Национально-революционный комитет распускается, его эквивалентом становится национальный исполнительный комитет.
В 1980 году в результате голосования в Национально-революционной Ассамблее президентом страны становится Матьё Кереку, так как лишь он один баллотируется на пост президента. В 1981 году члены бывшего совета при президенте освобождаются из-под домашнего ареста. В 1984 году Национально-революционная Ассамблея продлила срок нахождения у власти президента и народных комиссаров с 3-х до 5 лет. Численность народных комиссаров была снижена с 326 до 196. Национально-революционная Ассамблея переизбирает Кереку на второй срок, так как другие кандидаты по-прежнему отсутствуют. В 1987 году Кереку слагает с себя обязанности верховного главнокомандующего вооружёнными силами. В 1988 году произведены 2 попытки государственного переворота, обе окончившиеся полным провалом. В 1989 году проводятся выборы в Национально-революционную Ассамблею. Утверждён список 206 народных комиссаров. Правительство Бенина принимает в отношении Всемирного банка и Международного валютного фонда корректировочные меры. Президент Кереку переизбран на 3-й срок. Марксизм-ленинизм перестает быть главной идеологией в Бенине. Начинается процесс перехода к демократии. В 1990 году президент Кереку знакомится с лидерами оппозиции. Он соглашается на конституционную реформу и многопартийные выборы. В марте 1990 года в стране начинается осуществление реформ. Из названия Бенина уходит слово «Народная», его название сменяется на «Республика Бенин». В 1990 году был проведён референдум, на котором конституционные изменения одобрены большей частью избирателей.

### Республика Бенин

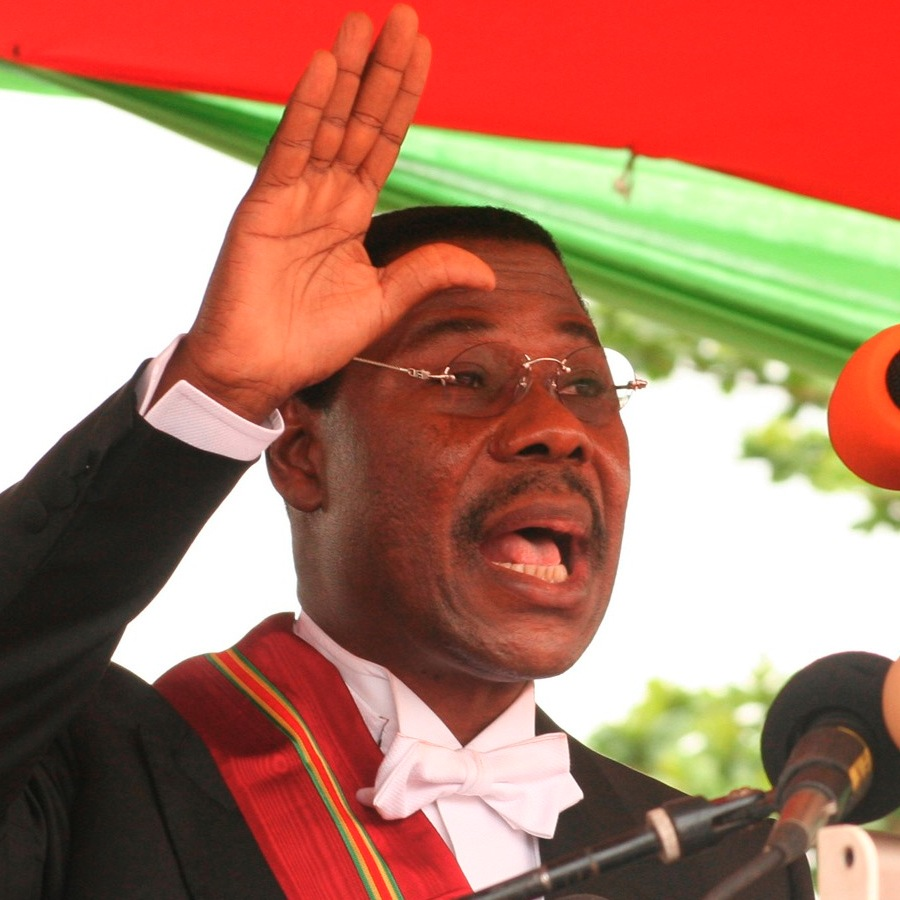
Президент Бенина Бони Яйи в апреле 2006 года.

#### 1990-е годы
В феврале 1991 года в стране проходят первые многопартийные выборы. Практически все партии получают примерно одинаковое количество голосов. Большее число голосов получает Согло. В марте 1991 года Кереку теряет власть, новым президентом Бенина становится Нисефор Согло. Кереку прекращает ведение судебного процесса над всеми теми, кого он преследовал с момента прихода к власти в октябре 1972 года.
В сложной обстановке 1990-х годов экономика государства, находящегося уже при власти демократов, продолжает развиваться. В 1992 году жена Согло создаёт Партию возрождения Бенина (фр. Parti de la renaissance du Bénin). В марте 1995 года в Бенине происходят выборы в Национальную Ассамблею: оппозиционные партии получают 49 мест, партия, поддерживающая президента Нисефора Согло (Партия Народной Революции), всего 32 места. Партия возрождения Бенина формирует новое правительство. В 1995 году совместно с президентом государством управляют оппозиционные политики. В 1996 в Бенине проводятся президентские выборы, на которых президентом страны становится бывший диктатор Матьё Кереку. Оппозиция обвиняет его в нарушениях во время выборов, однако конституционный суд оправдывает его. В 1999 году проходят выборы в Национальную Ассамблею. Делегаты от 10 партий формируют новое правительство.

#### 2000-е годы

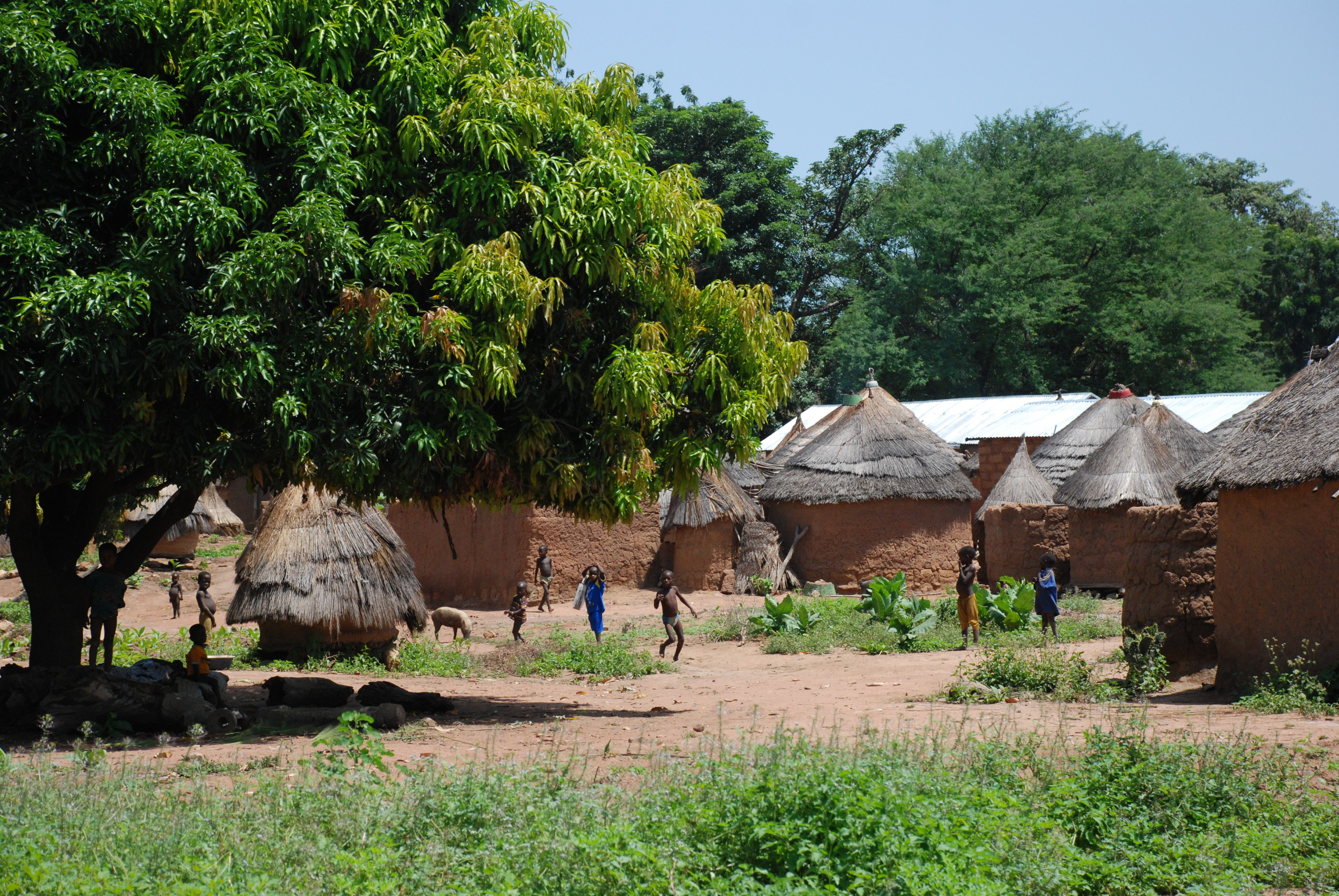
Деревня к северу от Натитингу в департаменте Атакора.

Во втором туре выборов в марте 2001 года оппозиционеры объявляют бойкот. В первом туре Матьё Кереку набирает 45, 4 % голосов, Нисефор Согло — 27, 1 %, Адриен Хунгбеджи — 12, 6 %, Бруно Амуссу — 8, 6 %. Второй тур выборов был назначен на 18 марта 2001 года, а позже перенесён, так как Согло и Хунгбеджи отказываются от участия в выборах. В 2002 году Бенин становится государством-членом Сообщества Сахело-Сахарских Государств. Первые муниципальные выборы в декабре 2002 года проходят в спокойной обстановке. В выборах не участвует лишь председатель 12-го окружного совета Котону. Партия Кереку побеждает, она набирает 52 из 83 мест. В феврале 2003 года проводится новое голосование, в результате которого мэром столицы становится майор Котону. В марте 2003 года прошли следующие выборы в Национальную Ассамблею. Нарушения на выборах были незначительны. В результате выборов Партия Народной Революции потеряла места в Национальной Ассамблее. В декабре 2003 года при взлёте с аэродрома в Котону ливанский заказной самолёт падает, убито 140 человек. Французские обследователи позже выясняют, что причиной аварии была перегруженность самолёта. В июле 2004 года Бенин и Нигерия подписывают соглашение об изменении их границы. В марте 2005 года американская телекоммуникационная компания в Бенине после сознания была оштрафована за взяточничество. Она была обвинена в краже многих миллионов долларов на президентской кампании президента Кереку в 2001 году. В июле 2005 года международный суд ООН на основании спора о границе Бенина с Нигером передаёт большую часть речных островов последнему.

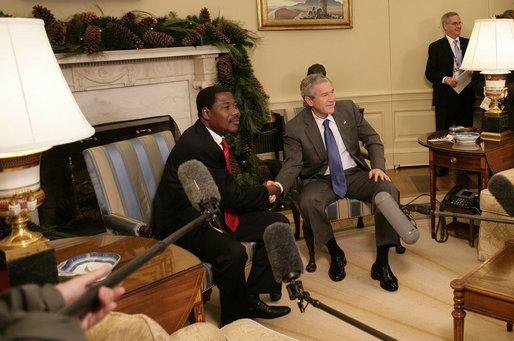
Встреча Бони Яйи с Джорджем Бушем 14 декабря 2006 года.

В марте 2006 года на выборах президента Бенина беспартийный политик Яйи Бони набирает во втором туре большее количество голосов и 6 апреля становится президентом. Бывший президент Матьё Кереку препятствует голосованию о повышении верхней возрастной границы членов конституционного суда. В марте-апреле 2006 года Всемирный банк и Африканский банк развития аннулируют долги нескольких стран, включая Бенин, согласно соглашению, заключённому на национальном саммите G8 в отеле «Глениглс» в Шотландии в 2005 году. В мае 2006 года студенты учебных заведений Бенина протестуют против посещения страны министром внутренних дел Франции Николя Саркози, подписавшим документ, из-за которого миграция неквалифицированных рабочих во Францию стала более сложной. На выборах в Национальную Ассамблею в апреле 2007 года побеждает партия Яйи, которая занимает все места в ней. В июле 2007 года президент Яйи начинает борьбу с коррупцией в стране. В апреле 2008 года проводятся муниципальные выборы, на которых члены партий, дружественных Яйи, занимают все руководящие должности в местных органах самоуправления, несмотря на то, что города южной части Бенина остаются под контролем оппозиционных партий. В феврале 2009 года около Семе, города на границе Бенина и Нигерии, в нескольких километрах от берега обнаруживают залежи «большого количества» нефти. В апреле 2009 Европейский Союз запрещает все регулярные авиаперевозки Бенина в его страны из-за небезопасности полётов.

#### 2010-е годы

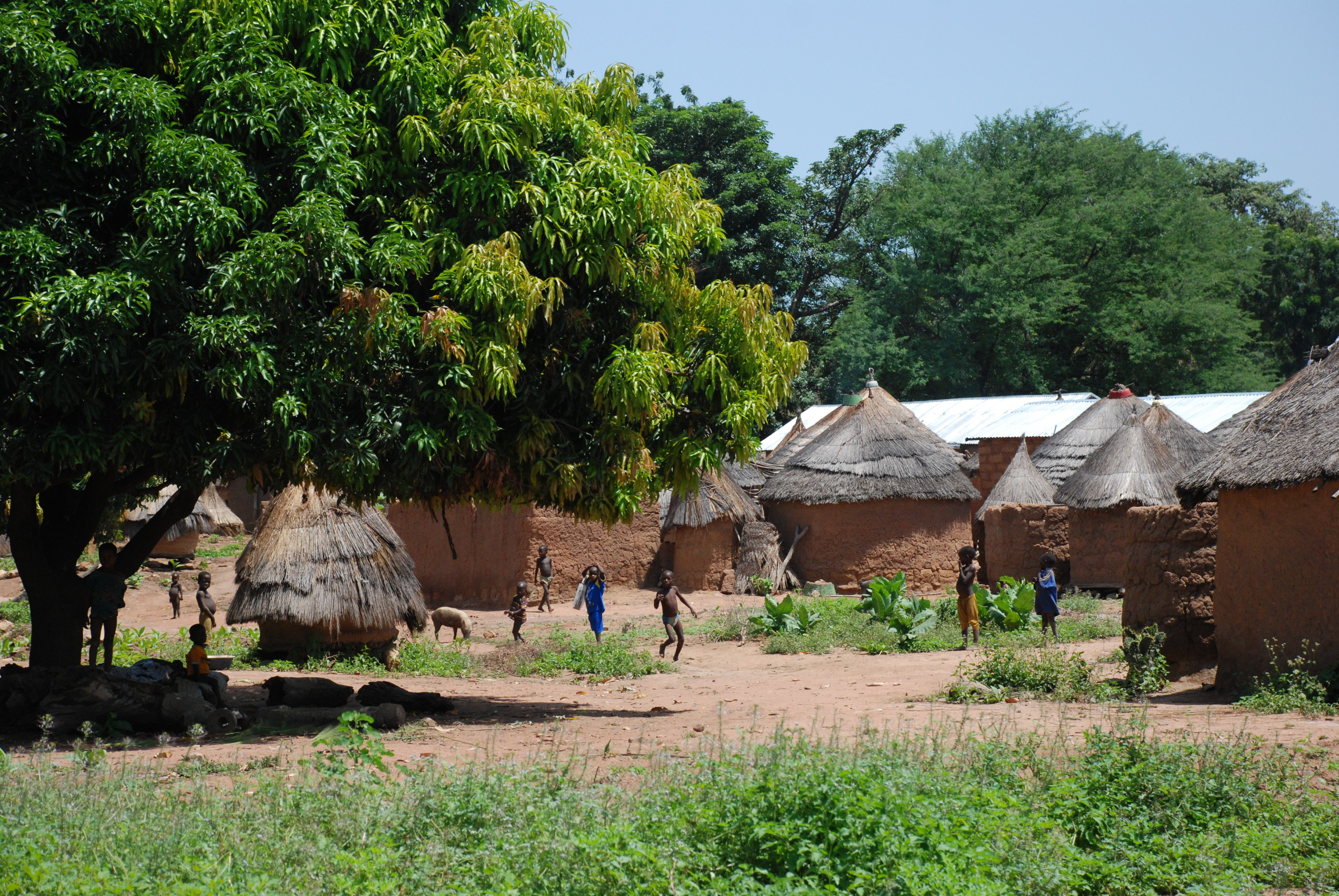
Деревня к северу от Натитингу в департаменте Атакора.

В августе 2010 года Бенин отмечает 50 лет независимости. 50 из 83 депутатов парламента требуют, чтобы президент Яйи признал, что по его вине тысячи людей чуть не лишились жизни. В октябре 2010 года в Бенине начинается наводнение, окончившееся лишь в 2011 году, в результате которого был нанесён значительный урон хлопку. Тысячи людей теряют своё место жительства. В марте 2011 года Яйи переизбран на пост президента. Единственный претендент Адриен Хунгбеджи утверждает, что результаты выборов были сильно сфальсифицированы. На выборах в Национальную Ассамблею в мае 2011 года все места занимает партия Яйи и её союзники. В августе 2011 года Лондонский рынок морского страхования вносит морскую территорию Бенина в список небезопасных морских территорий, что связано с усилением деятельности пиратов в регионе. Национальная Ассамблея отменяет высшую меру наказания — смертную казнь. В ноябре 2011 года страну посещает Папа Римский Бенедикт XVI. В январе 2012 года президент Бони Яйи становится председателем Африканского Союза на год, опережая по голосам президента Нигерии Гудлака Джонатана. В октябре 2012 года были задержаны 3 человека, пытавшиеся якобы отравить президента Томаса Бони Яйи. Согласно официальным властям, подозревались одна из его племянниц, личный доктор и бывший министр. В марте 2013 года полиция заявила, что угроза переворота ликвидирована, арестованы член правительства и заговорщик, которые лично заявили о причастности к покушению на президента в 2012 году способом его отравления.

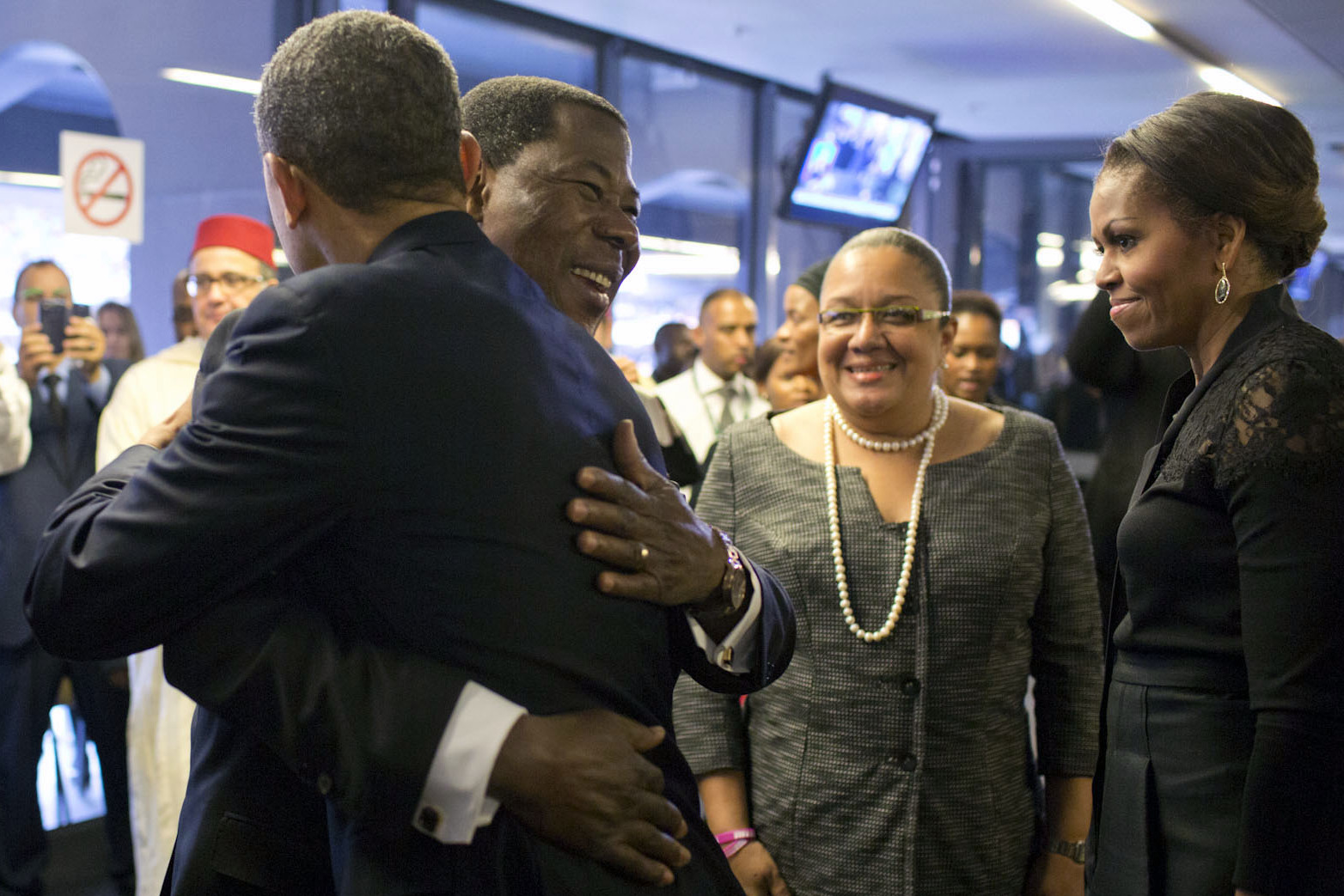
Встреча Бони Яйи с Бараком Обамой 17 декабря 2013 года на церемонии прощания с Нельсоном Манделой, на футбольном стадионе, в Йоханнесбурге.

22 февраля 2013 года были произведены аресты бенинского бизнесмена Жоанне Даньона и командующего сухопутными войсками Памфиля Зомауна. В ходе проведённого ранее расследования выяснилось, что они планировали воспрепятствовать возвращению президента Бони Яйи в Котону с целью создания на территории Бенина военизированного государства. 28 марта президент Центральноафриканской Республики Франсуа Бозизе направил письмо представителям власти в Бенине, в котором содержалась просьба о предоставлении ему политического убежища в силу начала выступлений против правительства, состав которого оставался неизменным в течение десяти лет, и его дальнейшего свержения. 4 апреля в интервью Франс-Пресс министр иностранных дел Бако-Арифари заявил о готовности предоставить Бозизе убежище. 17 мая на границе с Нигерией был задержан судья Анжело Уссу, принимавший участие в организации заговора против Бони Яйи, которого планировалось отравить. 1 декабря он, планировавший получить политическое убежище в США, сделал заявление, что улетает и будет отсутствовать в течение недели. 9 августа 2013 года Бони Яйи объявил о переформировании кабинета министров, пояснив своё решение возникновением «побуждения двигаться вперёд». В его состав вошли 26 человек. 23 августа находившийся с визитом в стране защитник прав человека в Нигерии Майк Озекхоум был похищен террористами, назначившими за него выкуп. При его похищении в ходе перестрелки погибли 4 полицейских, пытавшихся не дать плану похитителей сбыться. В течение 20 дней он, находясь в заключении, подвергался пыткам. Затем был освобождён.
14 мая 2014 года президент Бенина Томас Бони Яйи объявил амнистию известному бизнесмену и его бывшему стороннику Патрису Талону и его возможным сообщникам, обвинявшимся в попытке отравления и организации переворота в октябре 2012 года. 17 мая того же года Бенин наряду с Францией, Камеруном, Чадом, Нигером и Нигерией объявил о начале борьбы с радикальной исламистской сектой Боко харам. В Париже прошла встреча президентов данных государств, на которой обсуждались вопросы налаживания более тесного сотрудничества в связи с необходимостью ведения войны против Боко Харам и иных военизированных группировок. По заявлению министра здравоохранения Бенина, к 25 ноября от лихорадки Ласса, вируса, распространённого в Западной Африке, симптомы которого схожи с симптомами лихорадки Эбола, умерли 9 человек. Ласса относится к той же группе вирусов, в которой состоит Эбола.